# Alcoutim (vila)
Alcoutim é uma vila histórica raiana portuguesa sede da Freguesia de Alcoutim e Pereiro do homónimo Município de Alcoutim de que também é sede, no Distrito de Faro, e na região e sub-região do Algarve. Até à divisão administrativa de 1832 pertenceu à província do Alentejo.
Em 1304, D. Dinis concedeu a Alcoutim foral de concelho, tendo mais tarde doado a vila à Ordem Militar de Sant'Iago.
Situada na margem do rio Guadiana que faz nesta zona de fronteira entre Portugal e Espanha, Alcoutim tem na sua frente a povoação espanhola de Sanlúcar de Guadiana, havendo uma balsa para pessoas que faz a travessia do rio. Por estrada a distância entre as duas povoações é de 70 km.

## Etimologia
Segundo Adalberto Alves, no seu Dicionário de Arabismos da Língua Portuguesa, a origem do topónimo Alcoutim é a expressão árabe al-quṭamî, «o falcão real».

## Orago
A vila de Alcoutim é sede da Paróquia de Alcoutim que tem por orago o Divino Salvador.

## Património
- Fortaleza de Alcoutim ou Castelo de Alcoutim
- Ermida de Nossa Senhora da Conceição

## Geminações
A vila de Alcoutim está geminada com   Blain, Loire-Atlantique, França.